# Матілья-де-лос-Каньйос
Матілья-де-лос-Каньйос (ісп. Matilla de los Caños) — муніципалітет в Іспанії, у складі автономної спільноти Кастилія-і-Леон, у провінції Вальядолід. Населення — 97 осіб (2010).
Муніципалітет розташований на відстані близько 160 км на північний захід від Мадрида, 22 км на південний захід від Вальядоліда.

## Демографія
Динаміка населення (INE ):